# ジェームズ・ロスマン
ジェームズ・ロスマン（英: James Edward Rothman、1950年11月3日 - ）はアメリカ合衆国の細胞生物学者、イェール大学の生物医学教授 (Fergus F. Wallace Professor)、イェール大学医学大学院の細胞生物学科長、イェール・ウェスト・キャンパスのナノバイオロジー研究所長、及びコロンビア大学医科大学院の生理学及び細胞物理学兼任教授を務めている。

## 学歴
ロスマンは1971年にイェール大学で物理学の学士号を得、1976年にハーバード大学で生物化学の博士号を得た。その後、マサチューセッツ工科大学のハーベイ・ロディッシュの下で、博士研究員として細胞膜蛋白質のグリコシル化を研究した。

## 経歴
ロスマンは1978年にスタンフォード大学でそのキャリアを開始した。1988年から1991年の間はプリンストン大学に勤め、のちニューヨークに行きメモリアル・スローン・ケタリング癌センターの細胞生物化学・生物物理学部門に勤め、スローン・ケタリング研究所の副所長となった。2003年には同所を退いてコロンビア大学医科大学院の生理学教授、化学生物学センターの長となった。ロスマンは米国科学アカデミーおよびその米国医学研究所のメンバーとなっている。
1995年にはアマシャムの科学諮問委員となった。2003年に同社がGEヘルスケアに買収されると、ロスマンはGEヘルスケアの主席科学技術顧問となった。2019年王立協会外国人会員選出。

## 研究
ロスマンの研究は、小胞（細胞内のホルモンや成長因子などの微粒子を運搬する小さい袋状構造）がいかにして正しい目的地へ到達するか、またいかにして正しいタイミングかつ正しい場所で内容物を放出するかを詳しく解明した。この細胞内輸送は多くの重大な生理機能、例えば細胞分裂による細胞そのものの増殖、神経細胞間の情報伝達、インスリンなど体内の各種ホルモンの分泌、栄養摂取などの背景となるものである。逆に細胞内輸送の障害は様々な疾患、例えば糖尿病やボツリヌス中毒のような感染症を引き起こす。

## 受賞歴
- 1986年 イーライリリー生物化学賞
- 1990年 ハインリッヒ・ヴィーラント賞
- 1993年 ローゼンスティール賞 (ランディ・シェクマンと共同受賞)
- 1996年 ガードナー国際賞
- 1996年 キング・ファイサル国際賞[5]
- 1997年 リチャード・ラウンズベリー賞
- 2000年 ハイネケン賞
- 2001年 オットー・ワールブルク・メダル
- 2002年 ルイザ・グロス・ホロウィッツ賞
- 2002年 アルバート・ラスカー基礎医学研究賞 (ランディ・シェクマンと共同受賞)
- 2009年 トムソン・ロイター引用栄誉賞 (ランディ・シェクマンと共同受賞)
- 2010年 カヴリ賞神経科学部門「神経伝達物質放出メカニズムの基盤を分子レベルで解明した」(リチャード・シェラー（英語版）、トーマス・スードフと共同受賞)[6]
- 2010年 マスリー賞 (ランディ・シェクマンと共同受賞)
- 2010年 E・B・ウィルソン・メダル
- 2013年 ノーベル生理学・医学賞「細胞内の主要な輸送システムである小胞輸送の制御機構を発見した」(ランディ・シェクマン、トーマス・スードフと共同受賞)[7][8][9][10]